# Klimatpolitiska rådet
Klimatpolitiska rådet är en svensk myndighet skapad av regeringen 2018. Den är ett oberoende tvärvetenskapligt expertorgan, och ska utvärdera om regeringens samlade politik är förenlig med de klimatmål som riksdag och regering beslutat. Rådet ska även bidra till en ökad diskussion om klimatpolitiken i samhället.

## Bakgrund
Klimatpolitiska rådet bildades 2018 som en del av det klimatpolitiska ramverket.

## Verksamhet
Rådet ska varje år lämna en rapport till regeringen där det granskar regeringens politik i förhållande till klimatmålen. Ett särskilt fokus för 2019 års rapport var transportsektorn och dess påverkan på växthusgasernas utveckling. 
Rapporten 2020 underkände regeringens klimatredovisning till riksdagen för 2019. Den sammanfattande bedömningen av utsläppsutvecklingen och nuvarande politik var::
- Inget av målen i det klimatpolitiska ramverket bortom 2020 kommer att nås med nuvarande förutsättningar och beslutad politik.
- Sverige kommer att nå etappmålet till 2020 med viss användning av flexibla mekanismer.
- Klimatredovisningen för 2019 uppfyller inte klimatlagens krav på redovisning av vad besluten kan betyda för växthusgasutsläppen.

Forskningsrådet Formas är värdmyndighet åt Klimatpolitiska rådet, och dess kansli i Stockholm. Kanslichef är Ola Alterå. 

## Ledamöter
I december 2017 utsåg Regeringen Löfven I åtta ledamöter till rådet, varav en ordförande och en vice ordförande. Samtliga utsågs för en period på tre år. Därefter ska ledamöterna själva lämna förslag om vilka som ska efterträda dem, som ett sätt att stärka rådets oberoende. Rådets ledamöter ska ha hög vetenskaplig kompetens inom ämnesområdena klimat, klimatpolitik, nationalekonomi, samhällsvetenskap och beteendevetenskap. 

### Nuvarande ledamöter
Per januari 2024:
- Åsa Persson, ordförande (sedan sommaren 2023)[5]
- Björn Sandén, vice ordförande, kopplad till teknikstudier med fokus på innovationssystem och policy för förnybar energi och hållbar utveckling.[6]
- Elin Lerum Boasson, professor i statsvetenskap, med inriktning mot miljöpolitik och klimatpolitik inom EU och internationella förhandlingar.[7]
- Annika Nordlund, docent inom miljöpsykologi och beteendeförändringar relaterade till hållbarhet[8]
- Henrik Smith, professor i zooekologi, med fokus på biologisk mångfald, ekosystemtjänster och hur biologiska interaktioner påverkas av klimatförändringar[7]
- Patrik Söderholm, professor i nationalekonomi, med särskilt fokus på energi-, miljö- och naturresursekonomi, och analyserar ekonomiska aspekter av miljö- och energipolitik.[9][10]
- Victoria Wibeck, professor vid Tema miljöförändring, med inriktning på kommunikation och lärande kring klimatförändringar och hållbar utveckling[7]
- Erik Kjellström, professor i klimatologi vid SMHI, med expertis inom klimatmodellering och klimatförändringens effekter[11]

### Tidigare ledamöter
- Ingrid Bonde, ordförande[12]
- Karin Bäckstrand[7]
- Katarina Eckerberg[13]
- Cecilia Hermansson, vice ordförande[14] och ordförande[5]
- Johan Kyulenstierna, ordförande[15]
- Tomas Kåberger[16]
- Åsa Löfgren[17]
- Markku Rummukainen[7][18]
- Sverker Sörlin[7]